# Biddeford
Biddeford – miasto (city) w hrabstwie York, w południowo-zachodniej części stanu Maine, w Stanach Zjednoczonych, położone na południowym brzegu rzeki Saco, naprzeciw miasta Saco, nad zatoką Maine. W 2013 roku miasto liczyło 21 297 mieszkańców.
Obszar ten zasiedlony został przez Anglików w 1630 roku. Oficjalne założenie miejscowości, nazwanej od angielskiego miasta Bideford, skąd pochodzili osadnicy, nastąpiło w 1718 roku. W 1762 roku doszło do podziału osady – obszar na północ od rzeki Saco stał się osobną miejscowością (obecnym Saco). W 1855 roku Biddeford uzyskał status miasta.
W Biddeford swoją siedzibę ma uczelnia University of New England (zał. 1939).